# Сур, Леандро
Леандро Сур Авондет (исп. Leandro Suhr Avondet; родился 24 сентября 1997 года, Тарарирас, департамент Колония) — уругвайский футболист, нападающий клуба «Пласа Колония».

## Клубная карьера
Сур — воспитанник клуба «Пласа Колония». 18 сентября 2016 в матче против «Вилья Эспаньола» он дебютировал в уругвайской Примере. В 2017 году клуб вылетел из элиты, но Сур остался в команде. 14 апреля 2018 года в поединке против «Ориенталь» Леандро забил свой первый гол за «Пласа Колония». По итогам сезона он помог команде вернуться в элиту.

## Международная карьера
В 2019 году в составе олимпийской сборной Уругвая Сур принял участие в Панамериканских играх в Перу. На турнире он сыграл в матчах против команд Ямайки, Гондураса и Мексики.